# War of Will
War of Will es el segundo álbum de la banda Americana de heavy metal Battlecross.  Producido en Audiohammer Studios en Sanford, Florida, era lanzado en el 9 de julio de 2013 por Metal Blade Records alcanzando No. 2 en Heatseekers Albums durante su primera mes mientras empezando en No. 134 en Billboard 200.

## Canciones
| N.º   | Título                 | Duración |  |
| 1.    | «Force Fed Lies»       | 3:20     |  |
| 2.    | «Flesh & Bone»         | 3:29     |  |
| 3.    | «Never Coming Back»    | 2:24     |  |
| 4.    | «My Vaccine»           | 4:20     |  |
| 5.    | «Get Over It»          | 4:59     |  |
| 6.    | «Ghost Alive»          | 3:19     |  |
| 7.    | «Wage A War»           | 3:25     |  |
| 8.    | «The Will To Overcome» | 3:48     |  |
| 9.    | «Beast»                | 3:56     |  |
| 10.   | «Never-Ending Night»   | 3:07     |  |
| 36:07 |                        |          |  |

## Posicionamientos en listas
| Lista (2013)                      | Mejor posición |
| --------------------------------- | -------------- |
| US Heatseekers Albums (Billboard) | 2              |
| US Billboard 200 (Billboard)      | 134            |